# Mitthyridium crassum
Mitthyridium crassum là một loài rêu trong họ Calymperaceae. Loài này được Broth. H. Rob. mô tả khoa học đầu tiên năm 1975.